# 熊本市立白川中学校
熊本市立白川中学校（くまもとしりつ しらかわちゅうがっこう）は、熊本県熊本市中央区大江三丁目にある公立中学校。
6・3制実施により1947年に設立された熊本市立中学校9校の1校。熊本市の中学校の中で最初に生徒会という組織ができた。

## 沿革
- 1947年 - 熊本市立白川中学校設立 初代校長は岩代吉親。白川中学はカリキュラムの編成、学校図書館による自立学習の啓発、視聴覚教育、生徒自治会、野外ステージによる校内討論会による研究発表会などをおこなった。昭和23年度、24年度、25年度に白川中学はモデルスクールと指定され、全国の注目をあびた。
- 2016年4月 - 平成28年熊本地震により、渡り廊下や正門が被災。正門は約一年後に復旧。

## 委員会
- 生活委員会
- 整美委員会
- 文化委員会
- 体育委員会
- 図書委員会
- 保健委員会
- 給食委員会
- 厚生委員会
- 環境委員会
- 広報委員会

## クラブ活動

### 運動部
- ソフトテニス部（女子・男子）
- サッカー部
- 卓球部
- 野球部
- バレーボール部（女子・男子）
- バスケットボール部（女子・男子）

### 文化部
- 吹奏楽部
- 放送部
- 美術同好会
- グリーンガード同好会

## 著名な出身者

### 政治
- 木村仁 - 元参議院議員
- 大西一史 - 熊本市長、元熊本県議会議員

### 放送芸能関係
- 榎田信衛門（種田守倖） - メディアプロデューサー、災害ジャーナリスト、映画評論家、放送作家
- うんばば中尾 - ローカルタレント
- 長船なお美 - ローカルタレント
- 小門容子 - ローカルタレント
- 狂市 - ミュージシャン（LA-PPISCH/G,Vo)
- MAGUMI - ミュージシャン（LA-PPISCH/Vo)

## 学校周辺
- 慶誠高等学校
- 九州学院中学校・高等学校
- 開新高等学校
- ゆめタウン大江
- 熊本市立図書館
- グランパレッタ熊本
- 大腸肛門病センター高野病院